# Tipasa renalis
Tipasa renalis là một loài bướm đêm trong họ Noctuidae.